# Festival Internacional de Cinema de Berlim 1969
A 19ª edição anual do Festival Internacional de Cinema de Berlim foi realizado entre os dias 25 de junho a 6 de julho de 1969. O Urso de Ouro foi concedido ao filme iugoslavo Rani radovi, dirigido por Želimir Žilnik.

## Júri
As seguintes pessoas foram anunciados como jurados do festival:
- Johannes Schaaf (chefe do júri)
- Agnesa Kalinova
- José P. Dominiani
- François Chalais
- John Russell Taylor
- Giovanni Grazzini
- Masaki Kobayashi
- Archer Winsten
- Ulrich Gregor

## Filmes em competição
Os seguintes filmes competiram pelo prêmio Urso de Ouro:
| † | Vencedor do prêmio principal de melhor filme em sua seção |
| Título                                                       | Diretor(es)                                                                            | País                     |
| ------------------------------------------------------------ | -------------------------------------------------------------------------------------- | ------------------------ |
| A Touch of Love                                              | Waris Hussein                                                                          | Reino Unido              |
| Aido: Slave of Love                                          | Susumu Hani                                                                            | Japão                    |
| Amore e rabbia                                               | Carlo Lizzani Pier Paolo Pasolini Bernardo Bertolucci Jean-Luc Godard Marco Bellocchio | França Itália            |
| Balladen om Carl-Henning                                     | Sven and Lene Grønlykke                                                                | Dinamarca                |
| Brasil Ano 2000                                              | Walter Lima Jr.                                                                        | Brasil                   |
| Erotissimo                                                   | Gérard Pirès                                                                           | França Itália            |
| Gravitacija ili fantastična mladost činovnika Borisa Horvata | Branko Ivanda                                                                          | Iugoslávia               |
| Gupi Gain Bagha Bain                                         | Satyajit Ray                                                                           | Índia                    |
| Greetings                                                    | Brian De Palma                                                                         | Estados Unidos           |
| Ich bin ein Elefant, Madame                                  | Peter Zadek                                                                            | Alemanha                 |
| Klabautermannen                                              | Henning Carlsen                                                                        | Dinamarca Noruega Suécia |
| La madriguera                                                | Carlos Saura                                                                           | Espanha                  |
| La sua giornata di gloria                                    | Edoardo Bruno                                                                          | Itália                   |
| Le gai savoir                                                | Jean-Luc Godard                                                                        | França                   |
| Liebe ist kälter als der Tod                                 | Rainer Werner Fassbinder                                                               | Alemanha                 |
| Made in Sweden                                               | Johan Bergenstråhle                                                                    | Suécia                   |
| Midnight Cowboy                                              | John Schlesinger                                                                       | Estados Unidos           |
| Presadjivanje Osecanja                                       | Dejan Djurković                                                                        | Iugoslávia               |
| Rani radovi                                                  | Želimir Žilnik                                                                         | Iugoslávia               |
| The Bed Sitting Room                                         | Richard Lester                                                                         | Reino Unido              |
| Three into Two Won't Go                                      | Peter Hall                                                                             | Reino Unido              |
| Tiro de gracia                                               | Ricardo Becher                                                                         | Argentina                |
| To See Or Not To See                                         | Břetislav Pojar                                                                        | Canadá                   |
| Un tranquillo posto di campagna                              | Elio Petri                                                                             | Itália                   |

## Prêmios
Os seguintes prêmios foram concedidos pelo júri:
- Urso de Ouro: Rani radovi de Želimir Žilnik
- Urso de Prata:
  - Un tranquillo posto di campagna de Elio Petri
  - Greetings de Brian De Palma
  - Ich bin ein Elefant, Madame de Peter Zadek
  - Made in Sweden de Johan Bergenstråhle
  - Brasil Ano 2000 de Walter Lima, Jr.
- Prêmio de Filme Juvenil
  - Melhor Longa-metragem para o público jovem: Rani radovi de Želimir Žilnik
- Prêmio OCIC
  - Midnight Cowboy de John Schlesinger
- Prêmio C.I.D.A.L.C. Gandhi
  - The Bed Sitting Room de Richard Lester
- Prêmio UNICRIT
  - Erotissimo de Gérard Pirès